# Милан Тичић
Милан Тичић (Будва, СФРЈ, 14. август 1979) бивши је црногорски ватерполиста.
Са репрезентацијом Црне Горе освојио је златну медаљу на Европском првенству 2008. у Малаги.